# Ariana Grande: Excuse Me, I Love You
Ariana Grande: Excuse Me, I Love You (englisch für ‚Ariana Grande: Entschuldigung, ich liebe dich‘) ist ein US-amerikanischer Konzertfilm über die 2019 stattgefundene Sweetener World Tour der Sängerin Ariana Grande. Zusätzlich zu Konzertausschnitte zeigt der Film Backstage Momente mit Grande und ihrem Team. Er erschien am 21. Dezember 2020 auf Netflix.

## Veröffentlichung
Am 8. Dezember 2020 veröffentlichte Grande einen Tweet mit drei Bildern der Sweetener World Tour und markierte dabei den offiziellen Twitter-Account von Netflix. Netflix antwortete darauf mit „excuse me, i love you“. Fans vermuteten daraufhin, dass ein Film über die Tour auf Netflix erscheinen wird. Am 9. Dezember 2020 wurde der Film dann über Twitter durch Ariana Grande für den 21. Dezember 2020 angekündigt. Am 10. Dezember folgte der Trailer auf Netflix sowie auf diversen Social-Media-Kanälen von Grande und Netflix. Am 14. Dezember wurde außerdem angekündigt, dass Nutzer ab dem 21. Dezember die Möglichkeit haben, ein Bild von Grande als Profilbild für Netflix auszuwählen.

## Rezeption
Der Film erhielt sowohl positive als auch negative Kritiken. Metacritic ermittelte für den Film eine durchschnittliche Bewertung von 70/100, basierend auf vier Rezensionen.
Chris Azzopardi von The New York Times schrieb, dass der Film Grande in einer Vielzahl von spontanen Momenten zeigt, die den Eindruck geben, dass „diese Grammy-Gewinnerin dein Bestie sein könnte“ und gab insgesamt eine positive Bewertung.
Hannah Mylrea von New Musical Express gab 4 von 5 Sternen und fasste zusammen, dass „es vielleicht nicht der aufschlussreichste Film ist, den wir je gesehen haben, aber das muss er nicht sein. Stattdessen sind es 90 Minuten euphorischer, purer Pop“.

## Weiterführende Informationen
Weblinks
- Ariana Grande: Excuse Me, I Love You bei Netflix

Belege
1. 1 2  Alexandra Del Rosario: Ariana Grande Announces Netflix World Tour Film ‘Excuse Me, I Love You’, Sets Premiere Date. In: Deadline.com. 9. Dezember 2020, abgerufen am 8. Januar 2021 (amerikanisches Englisch).
2. ↑  Ariana Grande: Konzertfilm „excuse me, i love you“ erscheint auf Netflix. In: kulturnews.de. 21. Dezember 2020, abgerufen am 8. Januar 2021.
3. ↑  Ariana Grande: Excuse Me, I Love You – Kritik. In: Das Film Feuilleton. 21. Dezember 2020, abgerufen am 8. Januar 2021.
4. ↑  Ariana Grande Teases Mysterious Project With Sweetener World Tour Pics. Abgerufen am 8. Januar 2021 (englisch).
5. ↑  Jon Blistein: Ariana Grande Drops Trailer for Concert Film 'Excuse Me, I Love You'. In: Rolling Stone. 10. Dezember 2020, abgerufen am 8. Januar 2021 (amerikanisches Englisch).
6. ↑  Ariana Grande profile icons on December 21! In: Twitter. Netflix, 14. Dezember 2020, abgerufen am 8. Januar 2021.
7. ↑  ariana grande: excuse me, i love you. In: Metacritic. Archiviert vom Original (nicht mehr online verfügbar) am 31. Dezember 2020; abgerufen am 8. Januar 2021.  Info: Der Archivlink wurde automatisch eingesetzt und noch nicht geprüft. Bitte prüfe Original- und Archivlink gemäß Anleitung und entferne dann diesen Hinweis.
8. ↑  Chris Azzopardi: ‘Ariana Grande: Excuse Me, I Love You’ Review: It’s Mutual. In: The New York Times. 22. Dezember 2020, abgerufen am 8. Januar 2021.
9. ↑  ‘Ariana Grande: Excuse Me, I Love You’ review: a close-up look at an electric performer with a whole lot of heart. In: NME | Music, Film, TV, Gaming & Pop Culture News. 22. Dezember 2020, abgerufen am 8. Januar 2021 (englisch).